# Paoli (Ruderer)
Paoli, Vorname unbekannt (* 19. Jahrhundert; † 20. Jahrhundert) war ein französischer Ruderer.

## Biografie
Als Steuermann von Carlos Deltour und Antoine Védrenne gewann Paoli als Jugendlicher bei den Olympischen Sommerspielen 1900 in Paris in der Regatta im Zweier mit Steuermann die Bronzemedaille.
Zwar führen manche Quellen den Steuermann Paoli und Raoul Paoli, der an den Olympischen Sommerspielen 1912, 1920, 1924 und 1928 teilnahm, als einen Athleten, jedoch gibt es hierfür keinen Beleg. Aufgrund des Alters und der Herkunft ist von zwei unterschiedlichen Athleten auszugehen.